# Cesta k Babylonu
Cesta k Babylonu (v anglickém originále Journey to Babel) je desátý díl druhé řady seriálu Star Trek. Premiéra epizody v USA proběhla 17. listopadu 1967, v České republice 10. ledna 2003.

## Příběh
Hvězdného data 3842.3 kosmická loď USS Enterprise NCC-1701 pod vedením kapitána Jamese Tiberius Kirka očekává delegace různých civilizací, které má dopravit do sněmovního hlasování Spojené federace planet na Babylón, kde má dojít ke hlasování o přijetí Coridianů. Planeta Coridian je velkým zdrojem dilithia.
Jako jeden z prvních přilétá velvyslanec Sarek s chotí. Ačkoliv jde o vulkánce, chová se ke všem zdvořile až na pana Spocka. Kapitán Kirk nabádá svého prvního důstojníka, aby při příležitosti navštívil své rodiče. Spock jej informuje, že právě velvyslanec Sarek s chotí jsou jeho rodiče. Ani Kirk, ani McCoy nechápou vztah mezi Sarekem a Spockem. Na lodi je také tellaritský velvyslanec Gav, který po Sarekovi opakovaně žádá jeho názor na přijetí Coridianu do Federace. Tellarité jsou známí především snahou o vyvolání sporů a rozepří. Když je Gav neodbytný, Sarek prozrazuje, že Vulkán bude hlasovat pro přijetí, čímž by byla znemožněna nelegální těžba dilithia, hlavně ze strany tellaritů. Gav je rozčílen a vyhrožuje Sarekovi, ale později je nalezen mrtvý. Hlavní podezřelý je Sarek, protože Gav byl zavražděn vulkánským hmatem. Záhy se ovšem u Sareka projevuje nemoc srdce a pro potřebnou operaci je zapotřebí mnoho vulkánské krve skupiny T negativní. Takové množství na lodi ovšem není a jediný vulkánec se stejnou krevní skupinou je Spock. Ten logicky chce nabídnout transfuzi, ale McCoy namítá, že potřebuje hodně krve. Spock přichází s návrhem použití medikamentu, který nadměrně zvyšuje tvorbu krve, ale může jej použít pouze zdravý jedinec.
Kirk je mezitím napaden a vážně zraněn jedním členem andorianské delegace. Nikomu není jasný důvod, ale Spock se musí ujmout velení a proto odmítá, i přes naléhání své matky a ostatních, podstoupit operaci pro záchranu Sareka, protože by loď byla bez kvalifikovaného velení. Navíc se kolem Enterprise objevuje neznámé plavidlo, pohybující se warpem 10 a nemůže tak jít o známou loď. Z cizího plavidla vychází také neznámí signál, který přijímá někdo na palubě Enterprise. Když se kapitán probouzí, McCoy jej informuje o situaci a spolu na Spocka sehrají divadlo, že Kirk je schopný služby. Spock se tedy vydává na ošetřovnu s McCoyem, kde za asistence sestry Chapelové začíná operace. Uvězněný andorian napadne jednoho člena ostrahy. Když je omráčen, zlomí si tykadlo a z něj vypadne vysílač. Kirk chce velení lodi předat Scottymu, ale objevuje znovu neznámé plavidlo a tak zůstává na můstku a nechává přivést špeha, který jej zranil. Souboj s cizím plavidlem se zdá být nemožný, protože nepřítel se pohybuje velmi rychle a jeho zbraňové systémy působí velmi silné poškození. Kirk se snaží dostat nějaké informace ze špeha, ale ten mu nechce nic sdělit. Přikazuje tak vypnout energii, kromě životních systémů, na levoboku a později i na pravoboku. Cizí loď se zastavuje a protože si myslí, že Enterprise je vážně poškozena, přilétává blíž. V tom dává Kirk Čechovovi rozkaz k palbě a nepřátelská loď je poškozena. Než jí ovšem Enterprise zajme, spustí sebedestrukční systém. Posléze se jedem zabíjí i špeh. Později se kapitán setkává na ošetřovně se Sarekem i Spockem. Spock dodává, že falešný andorian bude ve skutečnosti orionec. Kirk se ptá, proč by Orion útočil na Hvězdnou flotilu. Sarek vysvětluje, že by rozpoutáním sporů mezi jednotlivými členy dosáhli neutrálnosti Coridianu a mohli by jej dále na černo plenit a dilithium prodávat oběma stranám. Spock doplňuje, že šlo o sebevražednou misi a proto mohli využívat veškerou energii, včetně té pro návrat, pro zbraňové systémy a pohon.
Amanda, Sarekova žena, nabádá svého muže k poděkování Spockovi, že mu daroval krev, ale Sarek nechápe, protože šlo přece o logický krok. Amanda se rozčiluje, že celou dobu oba nevidí nic jiného „než tu svou logiku“. Spock i Sarek jsou tak za jedno, že jde o velmi emotivní ženu. Kirkovi se ozývá jeho zranění a tak jej McCoy nechává hospitalizovat. Záhy se přetahují se Spockem, kdo je zdravější a půjde tedy velet lodi, ale doktor je oba umlčí. Nakonec se oba dva shodnou, že si to McCoy vlastně užívá, když má konečně poslední slovo.

## Zajímavosti
Jde o první epizodu seriálu, kde se objevuje postava vulkánce Sareka, Spockova otce, kterého v seriálu hrál Mark Lenard. Ten se nadále stal po dlouhou dobu jediným představitelem Sareka, ale také hrál například romulanského kapitána v epizodě Rovnováha hrůzy. Prvně je také představena matka pana Spocka, Amanda Sareková. V epizodě vycházejí najevo informace o Spockově dětství, že měl jako malý svého „medvídka“. Šlo ovšem o jinak poměrně velké zvíře z planety Vulkán, které bylo zobrazeno až v epizodě Co se nestalo animovaného seriálu. Také prvně padla zmínka o tom, že Spock měl těžké dětství, když se mu vrstevníci na Vulkánu posmívali za jeho napůl lidský původ. Z tohoto faktu pak vznikla scéna ve filmu Star Trek (2009).
Poprvé se v seriálu objevuje rasa andorianů, modrých humanoidů s tykadly na hlavě, kteří se nadále vyskytují poměrně často v animovaném seriálu Star Trek a seriálu Star Trek: Enterprise.